# Eóganacht Chaisil
Eóganacht Chaisil fue una de las dinastías de la casa Eóganachta, que gobernó Munster entre los siglos V yX. Tomaron su nombre de Cashel (Tipperary), capital histórica del reino de Munster. Descendían de Óengus mac Nad Froích (m. 489), el primer Rey cristiano de Munster, a través de su hijo Feidlimid mac Óengusa.
En el siglo VII, se dividieron en dos clanes principales. Los Cenél Fíngin eran descendientes de Fíngen mac Áedo Duib (m. 618) y de esta familia emergerían los O'Sullivan y su rama menor los MacGillycuddys. Un descendiente de Fíngen fue Feidlimid mac Crimthainn (m. 847). El Clann Faílbe descendió de Faílbe Flann mac Áedo Duib (m. 639) y daría lugar a la familiaMacCarthy, que gobernaría el Reino de Desmond después de ser desplazados por la invasión normanda. Los O'Callaghan pertenecen a la misma línea que los MacCarthys, mientras que MacAuliffes provienen de los MacCarthys.
El Eóganacht Chaisil fueron considerados parte del círculo interior de los Eoganachta junto a los Eóganacht Glendamnach y Eóganacht Áine. Estas tres familias se alternaron en el trono de Munster durante los siglos VII y VIII. La rama de Chaisil proporcionó la mayoría de los reyes de Munster en los siglos IX y X

## Reyes de Eóganacht Chaisil
Los reyes de Cashel y Munster pertenecientes a Eóganacht Chaisil fueron:
- Fíngen mac Áedo Duib, d. 618
- Faílbe Flann mac Áedo Duib, d. 639
- Máenach mac Fíngin, d. 661
- Colgú mac Faílbe Flaind, d. 678
- Cormac mac Ailello, d. 712
- Tnúthgal mac Donngaile, d. 820
- Feidlimid mac Cremthanin, d. 847
- Áilgenán mac Donngaile, d. 853
- Máel Gualae, d. 859
- Cormac mac Cuilennáin, d. 908
- Cellachán Caisil, d. 954
- Donnchad mac Cellacháin, d. 963